# Antoinette Nana Djimouová
Antoinette Nana Djimouová (* 2. srpna 1985, Douala, Kamerun) je francouzská atletka, jež získala na halovém mistrovství Evropy 2009 v Turíně bronz v pětiboji.

## Kariéra
V roce 2004 se umístila na čtvrtém místě na juniorském mistrovství světa v italském Grossetu. O dva roky později skončila na evropském šampionátu v Göteborgu jednadvacátá. Reprezentovala na letních olympijských hrách v Pekingu, kde s konečným součtem 6 055 bodů obsadila osmnácté místo. Na mistrovství světa 2009 v Berlíně skončila sedmá v novém osobním rekordu 6 323 bodů. V roce 2010 dokončila na halovém MS v katarském Dauhá pětiboj na pátém místě. Na Mistrovství Evropy v Barceloně naopak nedokončila sedmiboj, když nenastoupila do šesté disciplíny, hodu oštěpem.

## Osobní rekordy
- pětiboj (hala) – 4 723 bodů – 4. března 2011, Paříž
- sedmiboj (dráha) – 6 544 bodů – 30. června 2012, Helsinky